# Стара Омга
Стара Омга́ (рос. Старая Омга) — присілок в Кізнерському районі Удмуртії, Росія.
Населення становить 101 особа (2010, 111 у 2002).
Національний склад (2002):
- удмурти — 85 %

Урбаноніми:
- вулиці — Зарічна, Польова